# Mahnmal Peter Hamel

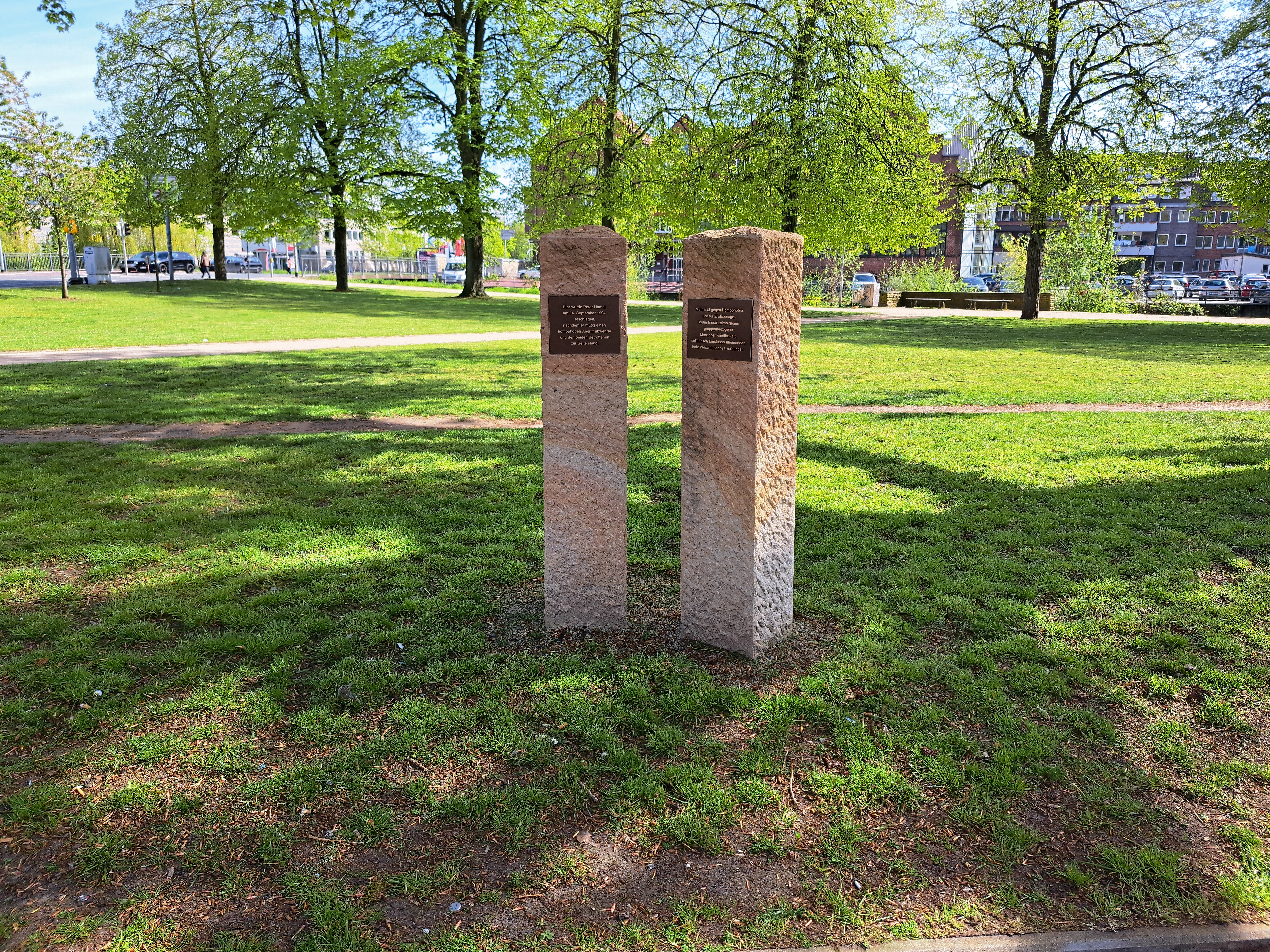
Mahnmal Peter Hamel

Das Mahnmal Peter Hamel ist ein 2022 eingeweihtes Mahnmal in Osnabrück gegen Homophobie und für Zivilcourage. Es ist Peter Hamel gewidmet, der 1994 umgebracht wurde, als er bedrohten Menschen zu Hilfe kam. Das Mahnmal steht auf dem Raiffeisenplatz in Osnabrück zur Heinrich-Heine-Straße hin.

## Vorgeschichte

### Der Angriff
Der Raiffeisenplatz war eine beliebte Cruising-Area in Osnabrück. In der Nacht vom 13. auf den 14. September 1994 waren drei Heranwachsende, alle um die 20 Jahre alt, aus dem Landkreis in die Stadt Osnabrück gefahren, um etwas zu erleben. Sie besuchten eine Disko und tranken reichlich Alkohol. Beim Haupttäter wurde später eine Blutalkoholkonzentration von fast 2 ‰ festgestellt. Er war bereits vorher durch Gewalttaten aufgefallen und auch schon wegen gefährlicher Körperverletzung verurteilt worden. Die drei Heranwachsenden gingen schließlich zum Raiffeisenplatz, um „Schwule zu klatschen“, das heißt zusammenzuschlagen. Sie verfolgten dort mit lautem, homophobem Gegröle zwei junge Männer, die sie durch den Park jagten. Die beiden konnten in ihr Auto flüchten, auf das die Täter einschlugen und dabei auch eine Seitenscheibe zertrümmerten.
Zufällig kam der damals 34- oder 36-jährige Peter Hamel vorbei. Er war damals ein bekannter Türsteher in der Osnabrücker Disco- und Partyszene. Er schritt ein und stellte sich zwischen Täter und Opfer, um weitere Gewalt abzuwehren. Das gelang ihm zunächst auch: Die drei Täter flüchteten. Sie kamen dann aber zurück und einer von ihnen schlug Hamel von hinten eine Bierflasche auf den Kopf. Der stürzte und der 20-jährige Haupttäter versetzte Peter Hamel 10 bis 20 Fußtritte gegen Kopf und Körper. Die hohe Aggressivität des Haupttäters erschreckte selbst seine Mittäter, sodass sie ihn zusammen mit den zuerst angegriffenen Männern festhielten, um weitere Gewalt gegen den am Boden liegenden Hamel zu unterbinden. Peter Hamel starb kurze Zeit später im Krankenhaus.

### Aufarbeitung
Unmittelbar nach der Tat organisierten verschiedene Osnabrücker Initiativen eine Mahnwache am Tatort, an der bis zu 100 Menschen teilnahmen; die zentrale Gedenkfeier besuchten etwa 200 Menschen.
Im Strafverfahren wurde Jugendrecht angewandt, der Haupttäter wegen Totschlags zu sieben Jahren Jugendstrafe verurteilt. Das Grab von Peter Hamel wurde 2014, nach der Liegefrist von 20 Jahren, eingeebnet, die Akten der Staatsanwaltschaft turnusgemäß vernichtet.
Der Versuch, eine Straße in Osnabrück nach Peter Hamel zu benennen, scheiterte 2015. Vorgeschlagen war, die nach dem NS-Sportfunktionär Carl Diem benannte Straße in „Peter-Hamel-Straße“ umzubenennen. Die Straße wurde in „An der Moorweide“ umbenannt.

## Denkmal

### Entstehung
Erst ein Vierteljahrhundert nach der Tat entstand aus bürgerschaftlichem Engagement am Tatort ein dauerhaftes Mahnmal. Die 2019 gegründete Initiative Peter Hamel verständigte sich darauf, für das Projekt auf öffentliche Förderung zu verzichten. Es kam komplett über Crowdfunding zustande. Die Spendenkampagne begann im April 2022. Im August 2022 war das Spendenziel erreicht, das Mahnmal konnte angefertigt, aufgestellt und am 14. September 2022, 28 Jahre nach der Tat, eingeweiht werden. Rund 200 Menschen nahmen teil.

### Ausführung
Das Denkmal besteht aus zwei nebeneinander aufgestellten Steinsäulen, die je eine Plakette mit Inschrift tragen. Die linke erinnert an Peter Hamel, die rechte an das Fortbestehen der Homophobie und das Erfordernis der Zivilcourage:
- Linke Stele: „Hier wurde Peter Hamel am 14. September 1994 erschlagen, nachdem er mutig einen homophoben Angriff abwehrte und den beiden Betroffenen zur Seite stand.“
- Rechte Stele: „Mahnmal gegen Homophobie und für Zivilcourage. Mutig Einschreiten gegen gruppenbezogene Menschenfeindlichkeit, solidarisch Einstehen füreinander, trotz Verschiedenheit verbunden.“